# Frances Sargent Osgood
Frances Sargent Osgood (de soltera Locke) (18 de junio de 1811 – 12 de mayo de 1850) fue una poeta estadounidense y una de las más famosas escritoras de su tiempo. Apodada "Fanny", también fue famosa por sus intercambios poéticos con Edgar Allan Poe.

## Biografía

### Primeros años
Frances Sargent Locke nació en Boston, Massachusetts, hija de Joseph Locke, un rico comerciante, y de su segunda esposa, Mary Ingersoll Foster. La primera mujer de su padre, Martha Ingersoll, era hermana de Mary, su segunda esposa. Mary era también viuda de Benjamin Foster, con el cual tuvo dos hijos: William Vincent Foster y Anna Maria Wells, quien llegaría también a ser poetisa y mantendría una estrecha relación con Frances. Joseph y Mary tuvieron siete hijos, uno de ellos sería igualmente escritor: Andrew Aitchison Locke.
Frances creció en Hingham, Massachusetts y de joven asistió al prestigioso Boston Lyceum for Young Ladies ('Instituto para señoritas de Boston'). Publicó poesía por primera vez cuando contaba 14 años de edad, en una revista bimensual de poesía para niños llamada Juvenile Miscellany y editada por Lydia Maria Child.

### Matrimonio

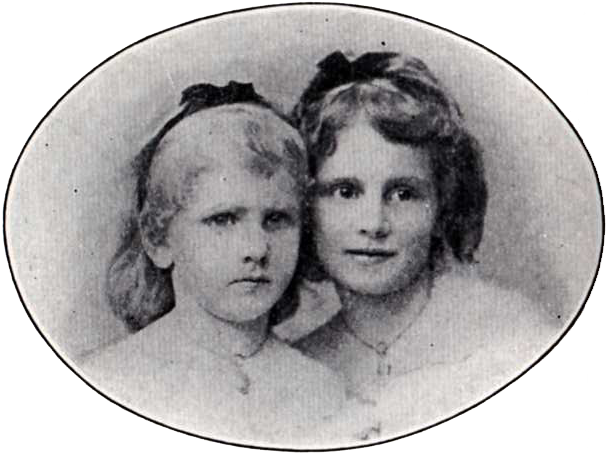
Las hijas de los Osgood.

En 1834, cuando se dedicaba a escribir poemas inspirados en pinturas, Frances conoció a Samuel Stillman Osgood, un joven retratista, en el Boston Athenaeum. Él le pidió que posase para un retrato, a lo que ella accedió. Se prometieron antes de que el retrato estuviese acabado y contrajeron matrimonio el 7 de octubre de 1835.
Tras la ceremonia, la pareja se trasladó a Inglaterra. El 15 de julio de 1836, nació su primera hija, Ellen Frances. En 1838, todavía en Inglaterra, Frances publicó su poemario A Wreath of Flowers from New England (traducible por 'Florilegio de Nueva Inglaterra') que contenía "Elfrida", un poema dramático en cinco actos. Posteriormente publicó otro libro de poemas: El ataúd de la fortuna. 
Al morir el padre de ella, en 1839, los Osgood retornaron a Boston. Tras el nacimiento de su segunda hija, May Vincent, el 21 de julio de 1839, se trasladaron a Nueva York. Osgood se convirtió en miembro muy conocido de la sociedad literaria de la ciudad y en prolífica escritora. Muchos de sus trabajos aparecieron en las revistas más populares de su tiempo. A veces escribía bajo pseudónimos: "Kate Carol" o "Violet Vane". Su libro The Poetry of Flowers and the Flowers of Poetry fue publicado en 1841. Otros libros suyos: The Snowdrop, a New Year Gift for Children (1842), Rose, Sketches in Verse (1842), Puss in Boots (1842), The Marquis of Carabas (1844) y Cries in New York (1846).
Pese a su gran éxito literario, su vida no fue muy feliz. Se especula con que los Osgood se separaron hacia 1843, aunque volverían a reunirse años más tarde.

## Relación con Poe

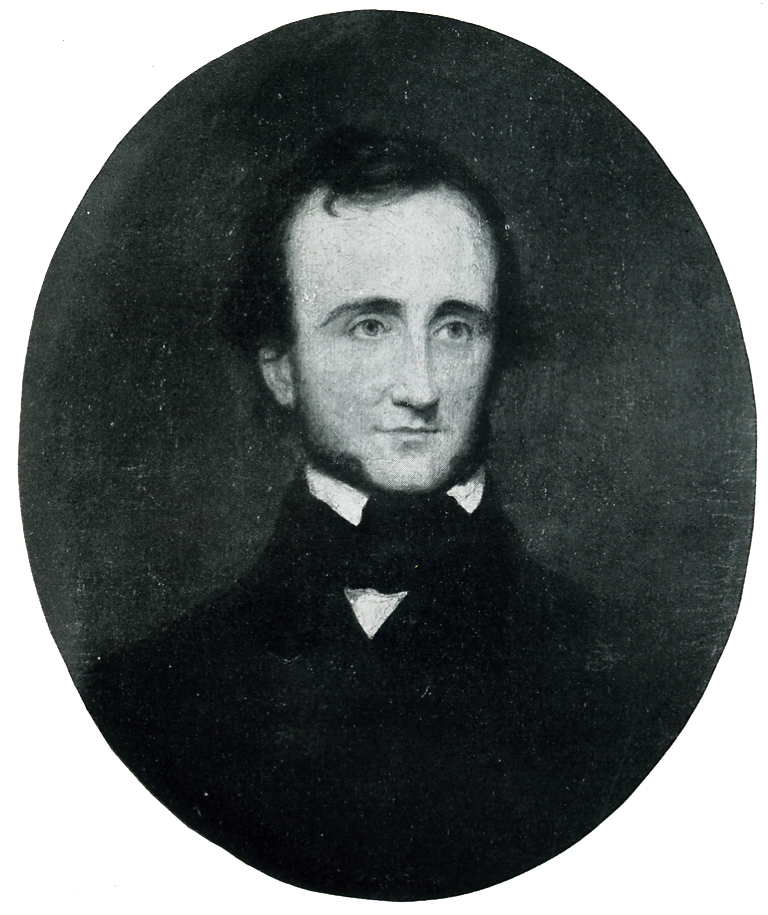
Retrato de Poe por Samuel Stillman Osgood, esposo de Frances.

En febrero de 1845, Poe pronunció una conferencia en Nueva York en la que criticó la poesía estadounidense, especialmente a Henry Wadsworth Longfellow. Hizo mención especial de Osgood, manifestando que la poetisa tenía "a rosy future" (un prometedor futuro, color de rosa) en literatura. Aunque no asistió a la conferencia, ella escribió a Poe, diciéndole que era «conocido como el crítico más duro del momento» lo que significaba que su elogio la había impresionado profundamente.
Se cree que Poe y Osgood se conocieron al ser presentados por Nathaniel Parker Willis, en marzo de 1845, una vez separada Osgood de su marido (aunque no divorciada). La mujer de Poe, Virginia, vivía aún, aunque estaba delicada de salud. Poe pudo sentir atracción por Osgood porque ambos eran bostonianos y también posiblemente debido al atractivo ingenuo de ella, que la asemejaba a Virginia. Frances podía sufrir ya un estadio temprano de tuberculosis, al igual que Virginia.
Poe utilizó su poder como copropietario del Broadway Journal para publicar una selección de poemas de Frances, algunos de ellos repletos de coquetería hacia él. Poe respondió publicando poemas propios, a veces con el pseudónimo 'Edgar T. S. Grey'. El más notable de éstos es "A Valentine" (1846). El poema es en realidad un acertijo que oculta el nombre de Osgood, que se encuentra tomando la letra primera de la línea 1, la letra segunda de la línea 2, y así sucesivamente. A pesar de estos intercambios apasionados, la relación entre Poe y Osgood se suele considerar puramente platónica.
Sorprendentemente, la mujer de Poe, Virginia, aprobaba esta relación e incluso invitaba con frecuencia a Frances a su hogar. Virginia creía que su amistad tenía un efecto "calmante" sobre su marido. De hecho, Poe había dejado el alcohol sólo para impresionar a la poetisa. Virginia también pudo ser consciente de su muerte inminente y buscaba a alguien que se ocupara de Edgar. Osgood, el marido de Frances, tampoco puso objeciones, al parecer bajo el influjo de la dominancia de su mujer; y también debido a que él mismo tenía reputación de promiscuo. Otras personas, sin embargo, no se mostraban tan razonables, y Edgar y Frances fueron ampliamente criticados y humillados por su relación.
La también poetisa Elizabeth F. Ellet, cuyo afecto había despreciado el escritor, difundió rumores sobre los dos, llegando a comentar a Virginia las presuntas faltas cometidas. Ellet sugirió incluso que el tercer hijo de Osgood, Fanny Fay, no era de su marido, sino de Poe. Fanny Fay nació en junio de 1846 pero murió en octubre. El biógrafo de Poe, Kenneth Silverman, afirma que el hecho de que Poe fuese el padre de Fanny Fay es «posible pero muy improbable».
Osgood, en un intento de preservar su honor, envió a Margaret Fuller y Anne Lynch para pedir a Poe que le devolviese las cartas que le había escrito a fin de destruirlas. En julio de 1846 el marido de Osgood exigió a Ellet que pidiera disculpas a su esposa, si quería evitar ser demandada por difamación. Ellet respondió en una carta retractándose de sus declaraciones y culpando de todo a Poe y a su esposa Virginia. Desde 1847, Osgood y Poe no volvieron a relacionarse.
Poe no fue el único hombre que flirteó literariamente con Frances. Varios otros hombres expresaron su afecto por ella. Uno de ellos fue Rufus Wilmot Griswold, a quien Osgood dedicó un libro de poesía. Ella también escribió un poema de San Valentín (costumbre en su época) en que mezcló su propio nombre con el de Griswold. La competencia entre Griswold y Poe por la poetisa puede haber sido el principal motivo de su famosa rivalidad, y el mejor ejemplo de ello sería la violenta difamación de Poe emprendida por Griswold después de su muerte (véase Muerte de Edgar Allan Poe y Rufus Wilmot Griswold).

### Muerte

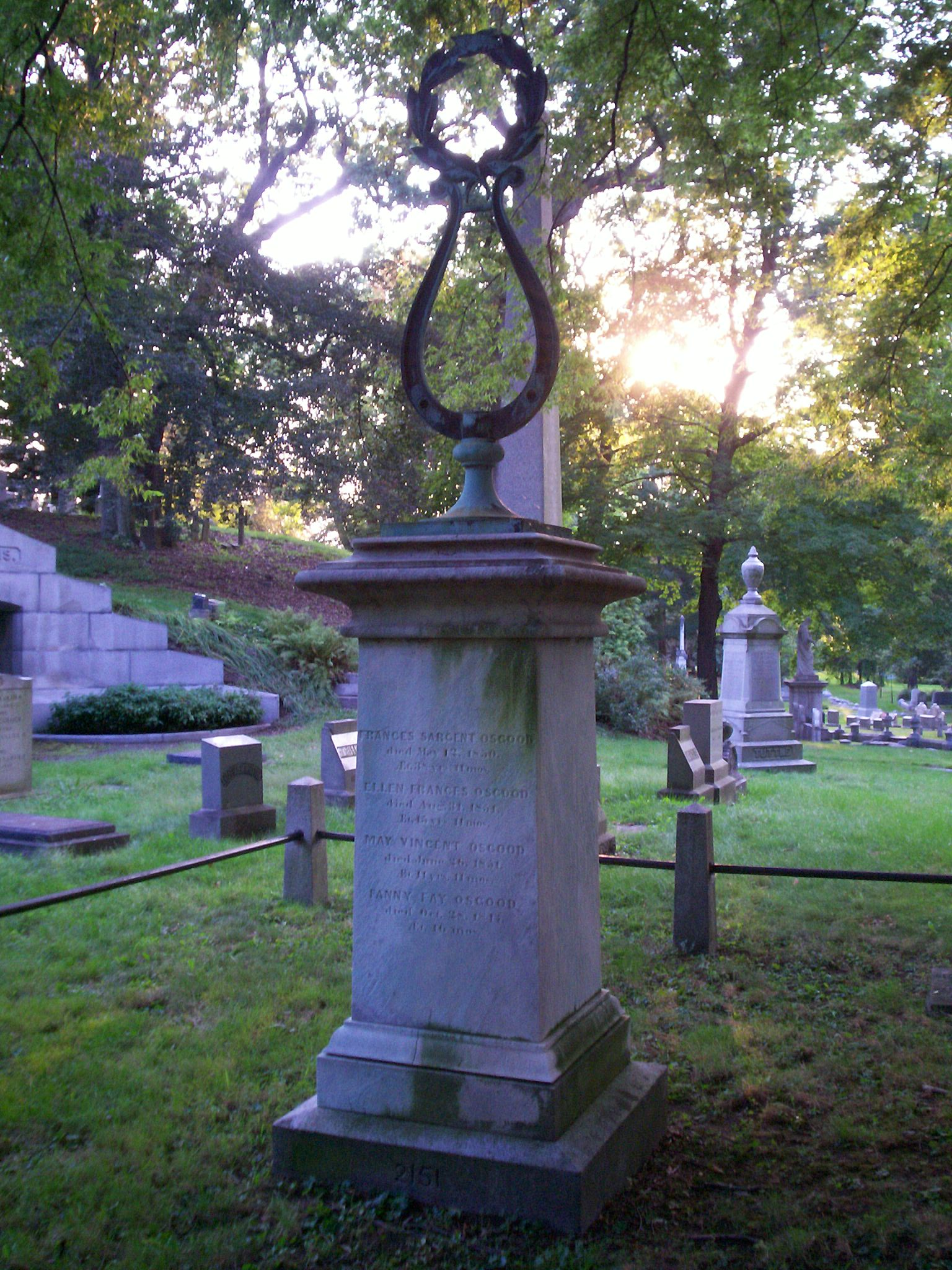
Tumba de Frances Sargent Osgood y familia en el Mount Auburn Cemetery.

Osgood y su marido se reconciliaron en 1846, trasladándose a Filadelfia por un corto período para alejarse del escándalo. Aunque ella estaba enferma, continuó escribiendo. Debido a su enfermedad, se confinó en su cuarto al año siguiente, cuando sus hijas tenían 8 y 11 años; gran parte de la poesía de ese período refleja su preocupación por las niñas. Su marido, que apenas hacía dinero como pintor, la abandonó en 1849 atraído por la Fiebre del oro de California, pero regresó poco antes de que su mujer muriera.
Frances murió de tuberculosis un año después que Poe, en 1850. Está enterrada en el Mount Auburn Cemetery de Cambridge (Massachusetts). En 1851, una antología de sus escritos fue publicada por sus amigos: The Memorial, Written by Friends of the Late Mrs. Frances Sargent Locke Osgood. Se volvió a publicar en 1854 como "Laurel Leaves" ('Hojas de laurel') y le fue añadida una introducción biográfica a cargo de Griswold. Sus dos hijas murieron un año después que su madre; May Vincent Osgood el 26 de junio de 1851 y Ellen Frances el 31 de agosto.

## Obra

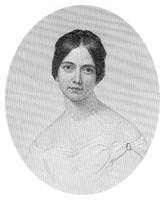
Grabado de Frances Osgood que figura en su antología poética de 1850.

Frances Osgood fue una prolífica escritora y colaboró en la mayoría de los principales periódicos de la época. Fue una de las poetisas más admiradas de mediados de la década de 1840. Se mostró siempre muy abierta y sincera en sus escritos, comentando en ellos a menudo sus relaciones con los demás, a pesar de ser su carácter tímido. Una gran parte de su obra va enfocada al amor a la poesía, pero también dedicó poemas a su madre, su hermana, su marido y varios amigos. Los poemas escritos a sus hijas no son sentimentales, pero el historiador literario Emily Stipes Watts escribió que «son intentos honestos de expresar pensamientos y emociones de manera nunca antes vista en la poesía femenina» y representan una sincera preocupación por su desarrollo y bienestar.
Griswold declaró una vez que Osgood creó poemas «casi con la fluidez de la conversación». Edgar Poe, en una reseña de sus obras, escribió que no tenía rival «ya sea en nuestro propio país o en Inglaterra». Comentó su libro A Wreath of Flowers from New England en el número de septiembre de 1846 del Godey's Lady's Book, afirmando que su autora mostraba «un profundo sentimiento y un gusto exquisito» y que su trabajo merecía una difusión mucho más amplia.